# Nokia Morph

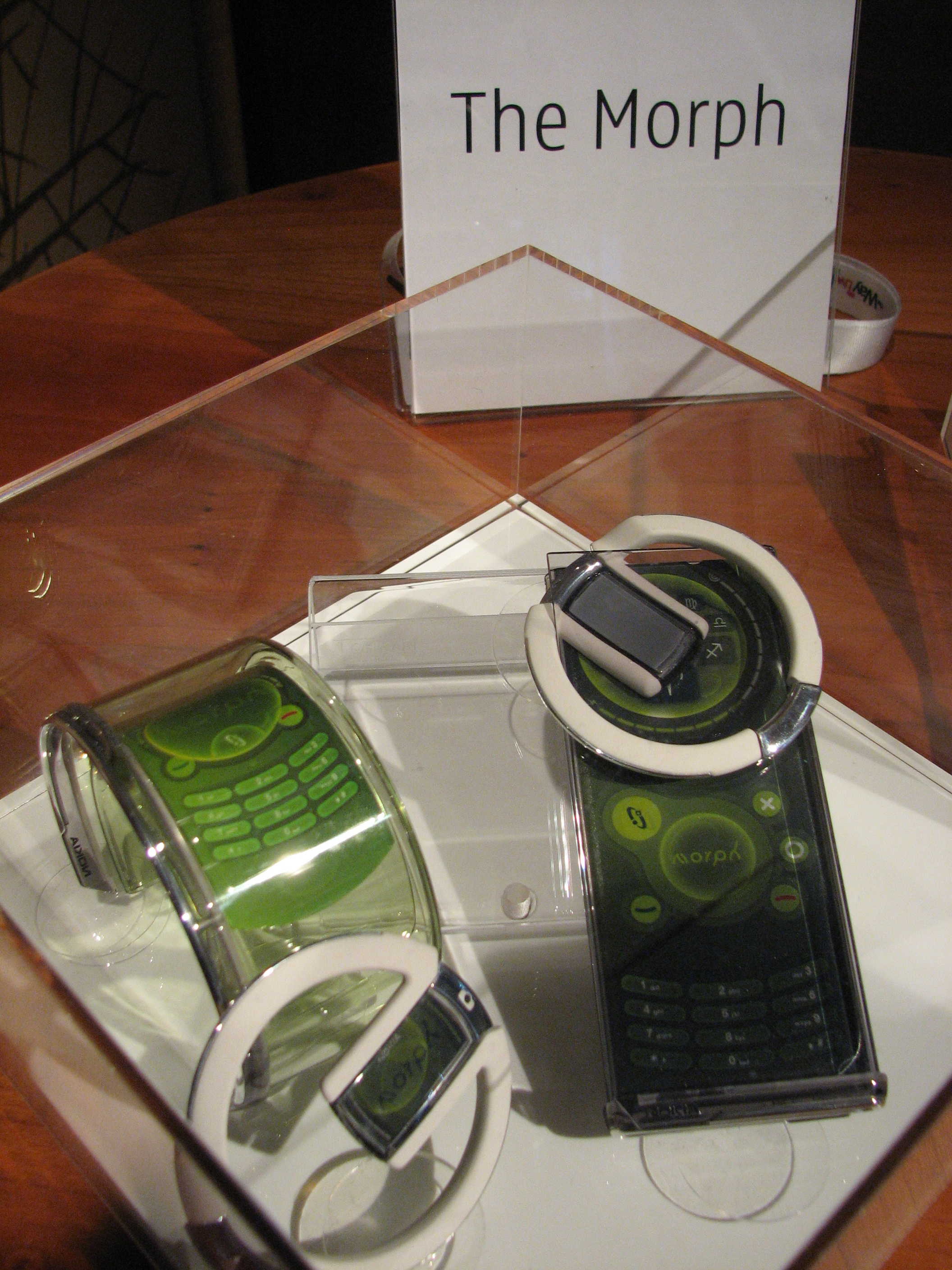
Nokia Morph

Le Nokia Morph était un projet de téléphone utilisant les nanotechnologies. Ce concept de téléphone a été présenté début 2008 par la compagnie Nokia en collaboration avec l'Université de Cambridge.

## Caractéristiques générales
Le téléphone possédera de nouvelles caractéristiques comme le chargement de la batterie à partir de l'énergie solaire, l'auto-nettoyage des surfaces du téléphone et un clavier sensitif. De plus, le téléphone se portera au poignet comme un bracelet. Certaines fonctionnalités de l'appareil pourraient être utilisées dans les téléphones haut de gamme vers 2015.

## Élasticité et robustesse
Les nanotechnologies permettent aux matériaux et aux composants d'être souples, extensibles, transparents et remarquablement solides. Les protéines fibrilles sont tissées dans un maillage tridimensionnel qui renforce sa structure mince et élastique. En utilisant le même principe qui sous-tend la soie d'araignée, cette élasticité permet à l'appareil de littéralement changer de formes pour s'adapter à la tâche à accomplir.
Une conception pliée se transporterait facilement dans une poche et pourrait être utilisée comme un appareil traditionnel. Une conception plus large permettrait d'afficher des informations plus détaillées et pourrait intégrer des dispositifs d'entrée comme les claviers et les dalles sensitifs.

## Autonettoyage
Les nanotechnologies peuvent aussi être exploitées pour assurer l'auto-nettoyage des surfaces de L'appareil, réduisant la corrosion et l'usure et assurant une plus grande longévité. Le nanoflower repousse l'eau, la saleté et les empreintes digitales. L'aérographite est superhydrophobe, une des caractéristiques promises par le Nokia Morph.

## Analyse de l'environnement
Des nanosenseurs permettraient aux utilisateurs d'analyser leur environnement en effectuant par exemple des analyses de la pollution de l'air ou de l'eau. Ces analyses permettraient d'accomplir des tâches aussi complexes que de suivre l'évolution de la qualité de l'environnement, ou aussi simples que de savoir si des fruits ont besoin d'être lavés avant d'être consommés.
La capacité à se brancher sur l'environnement peut aider à prendre des décisions et ainsi améliorer la qualité de vie et la santé.

## Source
- Site officiel du concept Morph